# Chinyingi
Chinyingi è un campo missionario di frati cappuccini situato nella provincia nord-occidentale dello Zambia, sul lato est del fiume Zambesi, ad una altezza di 1.100 metri sul livello del mare.  La zona è scarsamente popolata, si stima, infatti, che entro un raggio di sette chilometri vivano circa 500 persone.  L'ospedale della missione serve la comunità locale, fornendo servizi di pronto soccorso e di aiuto alle vittime dell'AIDS, che colpisce il 25% della popolazione dello Zambia. La missione vide anche la presenza di una scuola.
Negli anni settanta il frate cappuccino Crispino Valeri organizzò la costruzione di un semplice ponte sospeso sullo Zambesi, spinto dalla tragica morte di quattro abitanti locali, che morirono affogati nelle acque del fiume nel tentativo di portare un malato fino all'ospedale del campo.  Sollecitò la donazione di materiale dalle vicine miniere di rame e impiego manodopera locale senza alcuna esperienza per costruire il ponte, che a dispetto della mancanza di esperienza delle persone coinvolte nella costruzione, è tuttora  attraversabile. Il ponte costruito da Valeri, insieme a un pontone costruito successivamente per permettere il passaggio di veicoli, è uno dei cinque soli ponti che attraversano il corso dello Zambesi, lungo 2.574 chilometri.  Dei cinque ponti, il ponte di Chinyingi è il più vicino alla sorgente del fiume.